# Komárno
Pour les articles homonymes, voir Komarno.
Komárno (en allemand : Komorn ; en hongrois : Komárom ou Révkomárom, autrefois en français : Comore) est une ville de 36 596 habitants du sud-ouest de la Slovaquie. Elle est située à la confluence du Danube et du Váh.
Komárno, située sur la rive gauche du Danube, est située en face de la ville hongroise de Újszőny, sur la rive droite du Danube. Ces deux villes furent réunies en 1896 au sein du royaume de Hongrie et furent à nouveau séparées quand la Tchécoslovaquie proclama son indépendance en 1918, ce qui fut reconnu par le traité de Trianon en 1920. Komárno et Komárom (ex-Újszőny) sont de nos jours reliées par le pont Alžbeta/Erzsébet.

## Histoire
Mentionnée en 1075 sous le nom de Camarum, la ville tire son nom du slave kober : « tapis » ou koberec : « tapissier ». Elle commença à prendre de l'importance après avoir été fortifiée par Mathias Corvin, puis par Ferdinand Ier et Léopold Ier au sein de la Hongrie royale.
Soliman le Magnifique la prit en 1543 et la brûla : elle fut pillée de nouveau par les Ottomans en 1594, par les Impériaux en 1597. Ravagée par des incendies (1767 et 1768), et par des tremblements de terre (1763 et 1783) elle fut restaurée en 1805.
Au sein de l'empire d'Autriche, elle se souleva lors de la révolution hongroise de 1848 et fut longuement assiégée par l'armée impériale en 1849. Elle ne redevint un important centre économique qu'au début du XXe siècle avec l'arrivée du chemin de fer.
Dans l'empire d'Autriche, le nom de la ville était Komorn en allemand, Komárom en hongrois et Komárno en slovaque ; après la transformation de l'Empire en Autriche-Hongrie de 1867, seul le nom hongrois fut officiel.

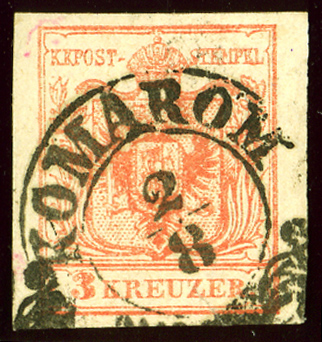
Oblitération hongroise sur un timbre impérial K. & K. en allemand.

Devenue tchécoslovaque en 1918 après la Première Guerre mondiale, elle fut rendue à la Hongrie par le premier arbitrage de Vienne en 1938. Bombardée lourdement par les soviétiques et les roumains en 1944, pendant la Seconde Guerre mondiale, elle réintégra la Tchécoslovaquie en 1945 et la Slovaquie lors de la partition en 1993.
En 2008, la ville abrite toujours une importante communauté hongroise (60 % de la population), ainsi que l'unique université magyarophone de Slovaquie.

## Démographie

### Évolution de la population
| Année:               | 1994.  | 2004.   | 2014.   | 2024.   |
| -------------------- | ------ | ------- | ------- | ------- |
| Nombre de personnes: | 37 941 | 36 731  | 34 461  | 31 880  |
| Différence:          |        | -3,18 % | -6,18 % | -7,48 % |

| Année:               | 2023.  | 2024.   |
| -------------------- | ------ | ------- |
| Nombre de personnes: | 32 114 | 31 880  |
| Différence:          |        | -0,72 % |

## Culture
Depuis 1997, un « Masterclass » de musique de chambre est organisé chaque année à Komárno.

## Personnalité liée à la ville
- Franz Lehár (1870-1948), compositeur entre autres de la Veuve Joyeuse.
- Geza Szobel (1905-1963), artiste peintre né à Komárno.
- Egon Mayer (1944-2004), sociologue suisso-américain, dont les parents sont nés à Komárno.
- Ivan Reitman (1946-2022), réalisateur canadien.

## Jumelage
- Blansko (Tchéquie)
- Komárom (Hongrie)
- Kralupy nad Vltavou (Tchéquie)
- Lieto (Finlande)
- Sebeş (Roumanie)
- Terezin (Tchéquie)
- Weissenfels (Allemagne)